# Операція «Болеро»
Операція «Болеро» (англ. Operation Bolero) — кодова назва операції з перекидання американських збройних сил з території США Атлантичним океаном до Британських островів для проведення вторгнення англо-американських збройних сил у Північно-Західну Європу за планом операції «Раундап».
Для успішного виконання плану вторгнення «Раундап», запланованого на квітень 1943, союзники розробили та здійснили проведення масштабного за розміром задіяних сил перекидання особового складу, військових запасів, техніки та майна на територію Великої Британії, а також їх розміщення протягом тривалого періоду часу. Розробка даного плану почалася наприкінці квітня 1942, а вже в травні союзники завершили перший варіант. Операція передбачала передислокацію 1 млн американських солдат (525 000 — армія США, 240 000 — військово-повітряні сили армії США, 235 000 — особового складу забезпечення та підтримки)